# Jaala järv
Jaala järv (est. Jaala järv) – jezioro w gminie Illuka, w prowincji Virumaa Wschodnia, w Estonii. Położone jest na terenie obszaru chronionego krajobrazu Kurtna (est. Kurtna maastikukaitseala). Ma powierzchnię 19,3 hektara, linię brzegową o długości 1913 m, długość 750 m i szerokość 460 m. Jest jednym z 42 jezior wchodzących w skład pojezierza Kurtna (est. Kurtna järvestik). Sąsiaduje z jeziorami Martiska, Valgejärv, Ahnejärv, Must-Jaala, Aknajärv, Kirjakjärv, Peen-Kirjakjärv, Kuradijärv.